# Pholcus alticeps
Pholcus alticeps är en spindelart som beskrevs av Sergei Aleksandrovich Spassky 1932. Pholcus alticeps ingår i släktet Pholcus och familjen dallerspindlar. Inga underarter finns listade i Catalogue of Life.